# チャールズ・ブルック

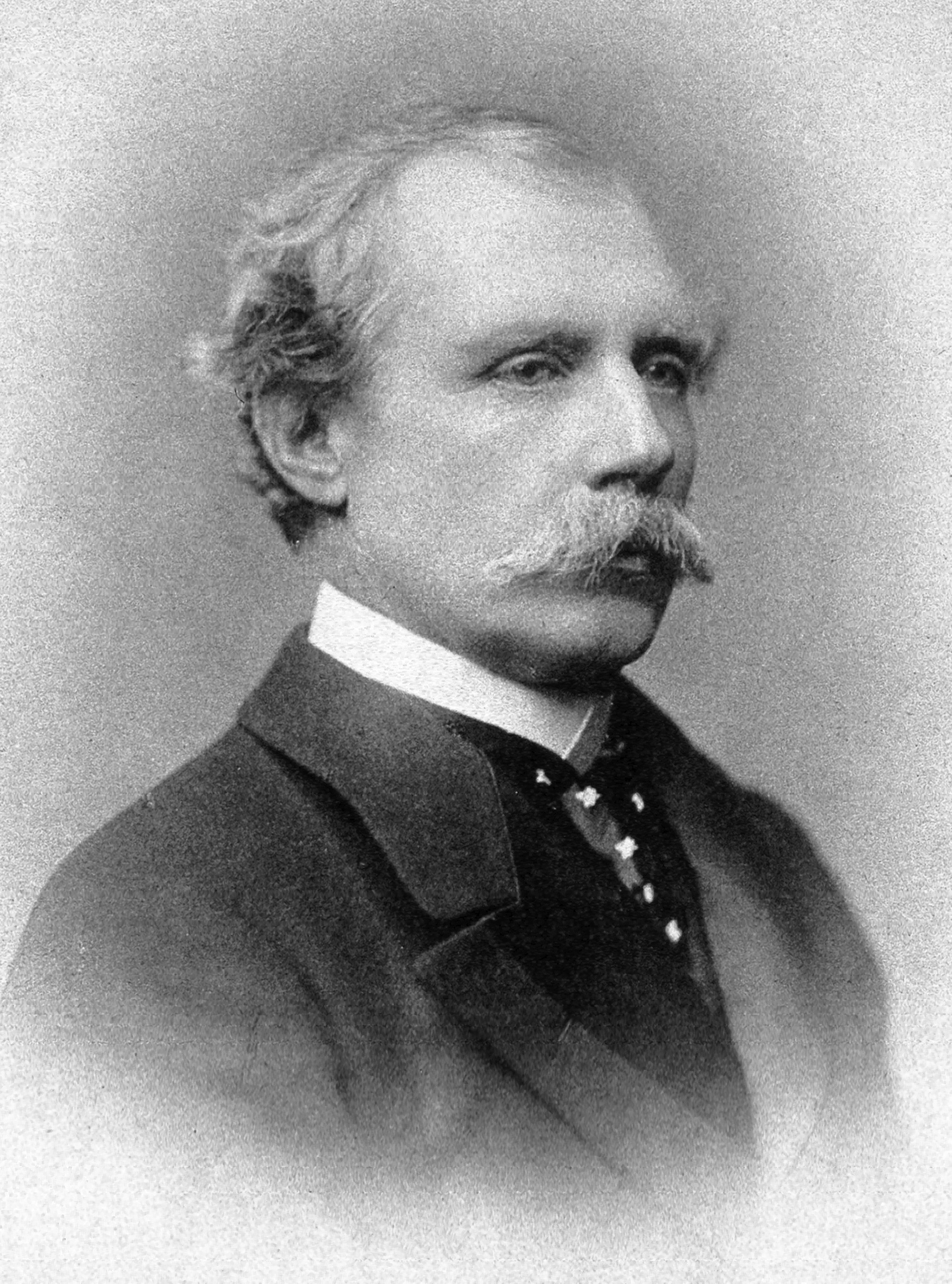
チャールズ・ブルック

チャールズ・ブルック（Charles Anthony Johnson Brooke、1829年6月3日 - 1917年5月17日）は、イギリスの保護国であるサラワク王国の第2代藩王（在位1868年 - 1917年）。初代藩王ジェームズ・ブルックの甥（姉の子）。チャールズの後は、息子のヴァイナー・ブルックが第3代藩王に即位した。隻眼であり、アホウドリの剥製用のガラス製義眼を嵌めていた。